# Erik Börjesson
Erik Börjesson   (Partille Municipality, 1 de desembre de 1886 - Partille, 17 de juliol de 1983) fou un futbolista suec de la dècada de 1910.
Fou 17 cops internacional amb la selecció sueca amb la qual participà en els Jocs Olímpics d'Estiu de 1912.
Pel que fa a clubs, defensà els colors de Jonsereds GIF, IFK Göteborg Örgryte IS.